# Megatharsis buckleyi
Megatharsis buckleyi là một loài bọ cánh cứng trong họ Bọ hung (Scarabaeidae).